# Norra Drögtjärnen
Norra Drögtjärnen är en sjö i Bräcke kommun i Jämtland och ingår i Indalsälvens huvudavrinningsområde. Sjön har en area på 0,11 kvadratkilometer och ligger 363,2 meter över havet.

## Delavrinningsområde
Norra Drögtjärnen ingår i det delavrinningsområde (699583-147139) som SMHI kallar för Ovan Örebäcken. Medelhöjden är 389 meter över havet och ytan är 5,25 kvadratkilometer. Det finns inga avrinningsområden uppströms utan avrinningsområdet är högsta punkten. Drögbäcken som avvattnar avrinningsområdet har biflödesordning 3, vilket innebär att vattnet flödar genom totalt 3 vattendrag innan det når havet efter 203 kilometer. Avrinningsområdet består mestadels av skog (92 procent). Avrinningsområdet har 0,31 kvadratkilometer vattenytor vilket ger det en sjöprocent på 6 procent.